# Helicasa

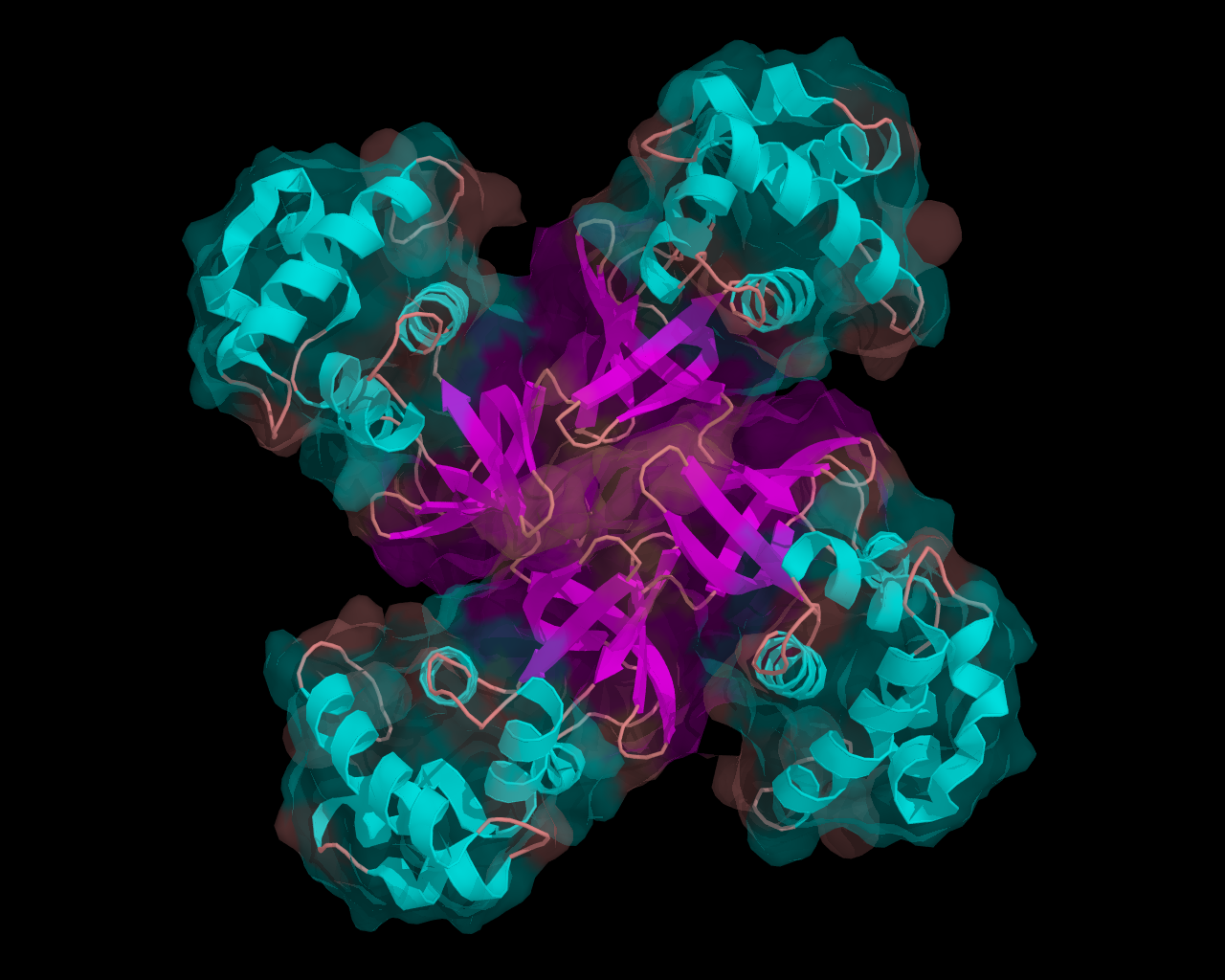
Helicasa de f fbfb Escherichia coli

La helicasa es una enzima  vital en los seres vivos ya que participa en los procesos de  duplicación y reproducción celular de este, transcripción, recombinación y reparación del ADN, y de biogénesis de ribosoma. Su misión es romper los puentes de hidrógeno que unen las bases nitrogenadas, haciendo así posible que otras enzimas puedan copiar la secuencia del ADN.
Son proteínas que se van desplazando longitudinalmente a lo largo de los enlaces fosfodiéster del ácido nucleico, separando las dos cadenas antiparalelas del ácido nucleico (ya sea ADN bicatenario, ARN bicatenario o un híbrido ADN-ARN) usando para ello la energía que se desprende en la hidrólisis de ATP o GTP. Se mueven a lo largo de la doble cadena con una direccionabilidad y una procesividad específicas de cada enzima particular. Hay muchas helicasas (14 confirmadas en E. coli y 24 en células humanas) como consecuencia de la gran variedad de procesos en los que debe ser catalizada la separación de cadenas de ácido nucleico. 
Las helicasas adoptan diferentes estructuras y estados de oligomerización. Mientras que la helicasa tipo AdnB actúa sobre el ADN como hexámeros en forma de rosca, otras enzimas han demostrado ser activas como monómeros o como dímeros. Estudios recientes han demostrado que las helicasas no solo esperan de forma pasiva a la horquilla para abrirla, sino que desempeñan un papel activo obligando a la horquilla a abrirse, por lo que es un motor activo en el desenrollamiento de su sustrato. Las helicasas pueden actuar de una forma mucho más rápida in vivo que in vitro debido a la presencia de una serie de proteínas accesorias que ayudan en la desestabilización de la unión en la horquilla.